# Thunia candidissima
Thunia candidissima là một loài thực vật có hoa trong họ Lan. Loài này được (N.E.Br.) Rchb.f. miêu tả khoa học đầu tiên năm 1888.